# Peziza cerea

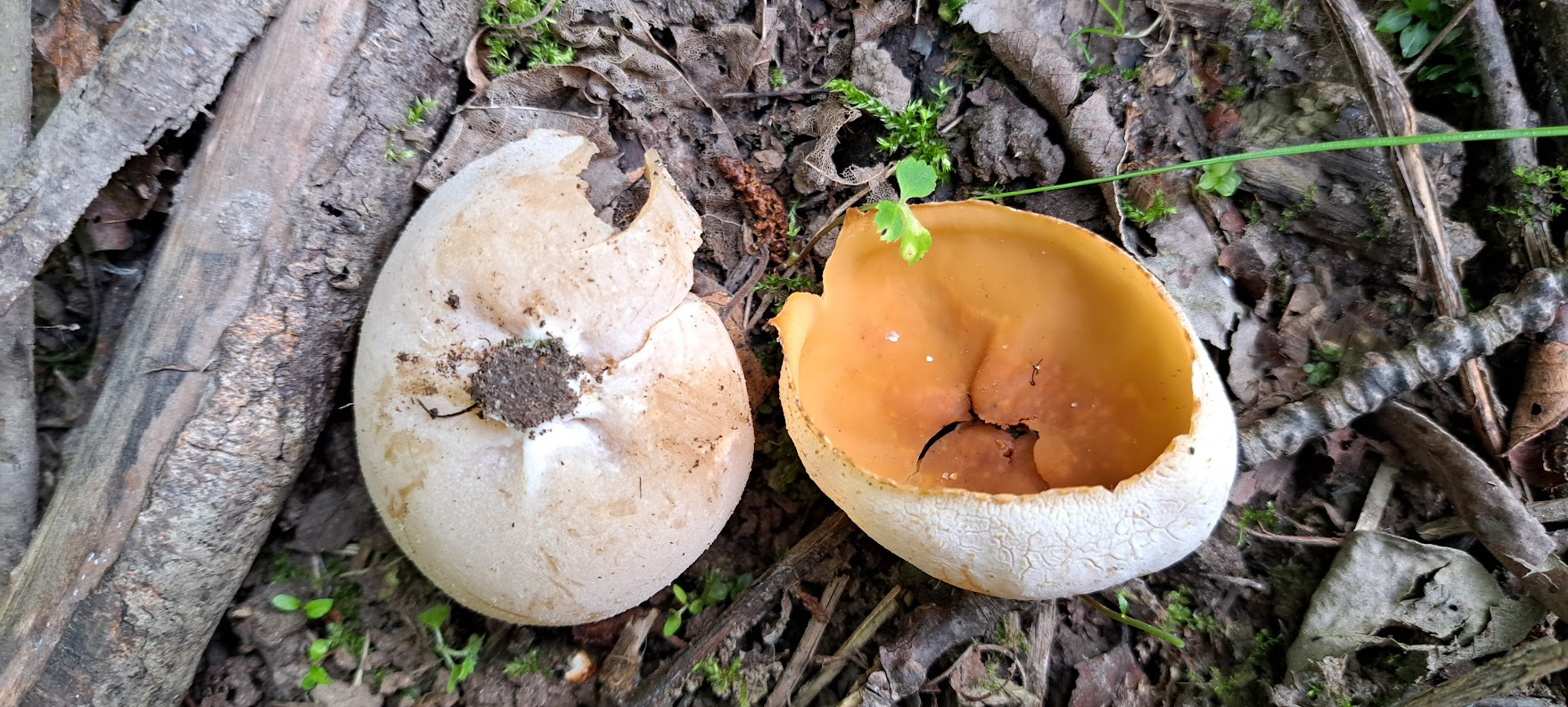

Peziza cerea Fr. – gatunek grzybów z rodziny kustrzebkowatych (Pezizaceae).

## Systematyka i nazewnictwo
Pozycja w klasyfikacji według Index Fungorum: Peziza, Pezizaceae, Pezizales, Pezizomycetidae, Pezizomycetes, Pezizomycotina, Ascomycota, Fungi.
Po raz pierwszy opisał go w 1822 r. Elias Fries i nadana przez niego nazwa jest aktualna.

## Morfologia
Owocnik
Typu apotecjum z niewielkim, ekscentrycznym trzonem, lub bez trzonu. Początkowo ma kształt miseczki, w miarę dojrzewania wypłaszczającej się, o klapowanych brzegach i średnicy do 10 cm. Miąższ ziarnisty lub kruchy. Powierzchnia wewnętrzna miseczki (hymenialna) gładka, początkowo jasnobrązowa, później ciemnobrązowa z jaśniejszym brzegiem, sterylna powierzchnia zewnętrzna żółtawokremowa do jasnobrązowej.
Cechy mikroskopowe
Askospory po 8 w worku, jajowate, szkliste, gładkie, 14-16 × 8-9 µm.

## Zasięg występowania i siedlisko
Podano nieliczne stanowiska w Europie, Ameryce Północnej i na południowym krańcu Ameryki Południowej. W Polsce po raz pierwszy podano stanowiska tego gatunku w 2019 r., w późniejszych latach podano kilka następnych. Aktualne stanowiska podaje także internetowy atlas grzybów. Znajduje się w nim na liście gatunków zagrożonych i wartych objęcia ochroną.
Saprotrof. Owocniki pojedynczo lub w niewielkich grupkach.